# Monochelus inops
Monochelus inops är en skalbaggsart som beskrevs av Louis Albert Péringuey 1902. Monochelus inops ingår i släktet Monochelus och familjen Melolonthidae. Inga underarter finns listade i Catalogue of Life.